# Kardomia squarrulosa
Kardomia squarrulosa är en myrtenväxtart som först beskrevs av Karel Domin, och fick sitt nu gällande namn av Peter G.Wilson. Kardomia squarrulosa ingår i släktet Kardomia och familjen myrtenväxter. Inga underarter finns listade i Catalogue of Life.